# جبر الخواطر (فلم)
جبر الخواطر  فيلم دراما للمخرج عاطف الطيب صدر عام 1998 وهو آخر أفلام المخرج الذي مات قبل نهاية العمل بالفيلم عام 1995 إثر جراحة في القلب. الفيلم عن قصة الأديب عبد الفتاح رزق التي تحمل نفس العنوان  وكتب السيناريو والحوار بشير الديك. قام بالبطولة شريهان، أشرف عبدالباقي، علاء ولي الدين، حسن مصطفى وفريدة سيف النصر. تدور الأحداث حول طبيب أمراض نفسية ومجموعة من المرضى بمصحة نفسية نسائية بالإسكندرية.
صدر الفيلم إلى دور العرض المصرية في 18 مايو 1998.
منح موقع قاعدة بيانات الأفلام على الإنترنت (IMDB) الفيلم درجة 4.9/ 10.
منح موقع قاعدة بيانات الأفلام العربية «السينما.كوم» الفيلم درجة 6/ 10.

## طاقم التمثيل
شريهان: في دور نوال إبراهيم السعدي
أشرف عبد الباقي: في دور الدكتور محمود شاكر (طبيب الأمراض النفسية)
علاء ولي الدين: في دور الدكتور ثروت
حسن مصطفى: في دور الدكتور المليجي (مدير مصحة الأمراض النفسية)
فريدة سيف النصر: في دور لوزة
سناء يونس: في دور فرفورة
طارق لطفي: في دور عباس (الصحفي صديق نوال)
إنعام سالوسة: في دور نبوية
جيهان فاضل: في دور الملكة ميري
هند عاكف: في دور مامبوزيا
لمياء الجداوي: في دور آمال (شقيقة نوال)
جليلة محمود: في دور والدة نوال
ناهد إسماعيل: في دور الممرضة ليلى (مسئولة العنبر)
غريب محمود: في دور البابلي (زوج والدة نوال الجديد)
ضياء عبد الحق: في دور شرطي
آلان زغبي: في دور طبيب نفساني
جلال عثمان: في دور عماد (زوج نوال)
بالاشتراك مع: عائشة الكيلاني - أماني سليم - محاسن النجدي - مايا المصري - أحمد الطاهر - يسري إمبابي - عبد الله حفني - الأطفال: محمد جاويش - سالم الليثي.

## أحداث الفيلم
ينقل الدكتور محمود شاكر (أشرف عبد الباقي) من العمل كطبيب بالسجون لتعاطفه مع المساجين ونقل شكاواهم للمسئولين، للعمل بمصحة نفسية نسائية بالأسكندرية. يتعاطف الدكتور محمود أيضا مع النزيلات ضد مدير المصحة الدكتور المليجي (حسن مصطفى) الذي يتبع أساليب جديدة في العلاج مازالت في طور التجريب. يكتشف الدكتور محمود أن مدير المصحة يستغل بعض الحالات في إجراء التجارب عليها، في مركز تخصصي للأبحاث يمتلكه مع بعض الأجانب. تتم تجارب الدكتور المليجي بالتأثير على الجينات الوراثية للمرضى، والتي أودت بحياة أحد المرضى. يلاحظ محمود العديد من النماذج المختلفة للمريضات منهن لوزه (فريدة سيف النصر) المصابة بوسواس قهري يجعلها تشك في تلوث كل شئ وتسعى لتطهيره، بسبب زواجها من سماك، وكذلك فرفورة (سناء يونس) خريجة معهد التجميل، التي انتظرت العريس الذي غير رأيه عندما شاهد شقيقتها الصغرى، فأشعلت النيران في كل شيء، ونبوية (إنعام سالوسة) ناظرة المدرسة التي أحيلت للمعاش، فلم تستوعب أن تستمر حياتها دون طابورالصباح، ومامبوزيا (هند عاكف) المصابة بوسواس جنسي، ونوال السعدي (شريهان) المصابة بانفصام إكتئابي، بسبب موت ابنها بيديها، وتعاطف شاكر مع الحالة الأخيرة، وعرف من زميله الدكتور ثروت (علاء ولي الدين) التاريخ المرضى لها، واتطلع على ملفها، ولاحظ إهتمام الدكتور المليجي البالغ بحالتها وإستخدامه لها لإجراء تجاربه. سعى الدكتور محمود، بعد أن وجد تصرفات نوال عقلانية، وهي الفتاة الجامعية، لمقابلة والدتها، التي وجدها متعاطفة مع الدكتور المليجي، ولكن أخوها من الأم صادق (سالم الليثي) أرسله لشقيقتها الصغرى آمال (لمياء الجداوي) التي أخبرته أنها وشقيقتها نوال مات والدهم وهن صغار، وانشغلت الأم (جليلة محمود) بزوجها الجديد البابلي (غريب محمود) وتفرغت له، فقامت نوال برعاية شقيقتها آمال. كانت نوال تحب زميل صباها عباس (طارق لطفي) الذي تخرج صحفيا وتخلى عنها بعد أن عاشرها جنسيا، وتزوجت من عماد (جلال عثمان) الذي اكتشف عدم عذريتها، وكتمها في قلبه، وبعد إنجابها لابنها عادل (محمود جاويش) وبلوغه السادسة، اكتشفت نوال أن زوجها كان متزوجاً من أخرى لا تنجب وأنه أراد أن ينتزع إبنها لإعطائه لزوجته الأولى، فتشبثت نوال بإبنها وكاد يختنق بين يديها، لولا أنهم انقذوه في آخر لحظة، وافهموها أنه قد مات. بعد اصابة نوال بلوثة عقلية، تولت شقيقتها أمال، التي توفي، تربية الطفل وارتبطت به. اكتشف الدكتور محمود أن الأم تأخذ مقابل مادي من الدكتور المليجي مقابل إخضاع ابنتها للتجارب، وأن شقيقتها آمال يسعدها أن تبقى نوال في المستشفى ليظل الطفل في حضانتها. استطاع الدكتور محمود إنقاذ نوال من تجارب التأثير على جيناتها وأحضر لها ابنها عادل قبل دخولها غرفة العمليات، لتكتشف أنه مازال على قيد الحياة، وتبدأ رحلة الشفاء.

## استقبال الفيلم
مات المخرج عاطف الطيب في 23 يونيو 1995 عن عمر يناهز 47 سنة إثر جراحة تغيير صمامات القلب، وكان فيلم «جبر الخواطر» في مرحلة عمل المونتاج، وهو الفيلم رقم 21 في مسيرة عمل المخرج التي استمرت 23 سنة. استكمل المونتير أحمد متولي  العمل على الفيلم الذي عُرض في حفل افتتاح مهرجان الإسكندرية السينمائي الدولي 1998.
كتب الناقد السينمائي محسن ويفي في صحيفة الحياة في 5 سبتمبر 1995 أن الفيلم يكشف: «حال الفساد التي وصلت إلى الطب والأطباء مستكملا بذلك المسح الاجتماعي الذي أجراه سينمائياً ابتداءً من»سواق الأتوبيس" وحتى "ليلة ساخنة «عام 1996»، وتابع الكاتب قائلاً: «لكن يبدو ان مسألة الفساد تغلفت بالكثير من الضبابية.... لم نعرف تحديداً لماذا يفعل مدير المستشفى ذلك»، يعلق الكاتب على فنيات الفيلم حيث يكتب: «لجأ المخرج عاطف الطيب هل نقول والمونتير أحمد متولي الذي قام بالمونتاج بعد موت المخرج المفاجئ والمأسوي؟ إلى محاولة تلطيف حضور» ثيمة«السرد داخل مستشفى للأمراض النفسية أما بالخروج إلى شاطئ البحر.... أو بتلك اللقطات لطائر النورس»، وينهي الكاتب مقاله قائلاً: «افتقد الفيلم خصوصية اللحظة السينمائية والتنويع في الخيال المتعمق في تفاصيلها المختلفة، مما أدى إلى افتقاد المصداقية الفنية، وغياب تعاطف المتلقي، خاصة مع هذه الطريقة الخارجية في الأداء التي طبعت الجميع، خاصة شريهان.... جاء فيلم «جبر الخواطر» مجموعة من الصور المتلاحقة بلا إيقاع ناظم، وبلا روح، مفتقدا البصمة - الأخيرة - لعاطف الطيب الذي تأتي صوره السينمائية مليئة بالحيوية.»
اعتقد مصطفى حمزة على موقع «مصراوي» في 23 يونيو 2021 أن الممثلة شريهان قررت الاعتزال بعد فيلم «جبر الخواطر» حيث قالت في حوار تلفزيوني مع الإعلامية أميرة عبد العظيم  في برنامج «ليلتي» وهي ترد على  الاتهامات التي طاردتها بسبب «جبر الخواطر»، ومنها التدخل في عمل المونتير أحمد متولي «الذي تولى استكمال مراحل العمل»، والقيام بإجراء مراحل المونتاج، وتحدثت عن الفيلم بعد موت المخرج عاطف الطيب قائلة: «بعد رحيله كان الفيلم مثل الابن اليتيم، والسبب في حضوري مونتاج العمل مع المونتير أحمد متولي، إني كنت أحاول المساعدة بهدف الوصول معه إلى ما كان المخرج الراحل يريد تقديمه، مثل الموسيقى التي أراد وضعها، والأسلوب الذي سعى لتقديم فكرة الفيلم به، وذلك بحكم أني في تلك الفترة قريبة منه، وبعد ذلك فوجئت بما قيل عن أنني قمت بعمل المونتاج، والتدخل في عمل المخرج، وأنا عمري في حياتي ما تطفلت على مخرج.»

## وصلات خارجية
- جبر الخواطر على موقع IMDb (الإنجليزية)
- جبر الخواطر على موقع الدهليز
- جبر الخواطر على موقع قاعدة بيانات الأفلام العربية
- جبر الخواطر على موقع قاعدة بيانات الفيلم (الإنجليزية)
- جبر الخواطر على موقع ليتربوكسد (الإنجليزية)
- جبر الخواطر على موقع الدهليز
- جبر الخواطر على موقع كاروهات

https://www.sauress.com/alhayat/30972481 جبر الخواطر (فيلم)
https://www.goodreads.com/book/show/35013249 جبر الخواطر (فيلم)
https://www.themoviedb.org/movie/585566?language=ar-AE جبر الخواطر (فلم)